# Campionati svizzeri di ski cross 2013
I Campionati svizzeri di ski cross 2013 si sono svolti a Tschappina Heinzenberg il 24 marzo. Il programma ha incluso sia la gara femminile che la gara maschile. 
Trattandosi di competizioni valide anche ai fini del punteggio FIS, vi hanno partecipato anche sciatori di altre federazioni, senza che questo consentisse loro di concorrere al titolo nazionale svedese.

## Risultati

### Uomini
| Pos. | Atleta           | Nazione  |
| ---- | ---------------- | -------- |
| 1    | Conradign Netzer | Svizzera |
| 2    | Armin Niederer   | Svizzera |
| 3    | Alex Fiva        | Svizzera |
| 4    | Diego Castellaz  | Italia   |

### Donne
| Pos. | Atleta            | Nazione  |
| ---- | ----------------- | -------- |
| 1    | Emilie Serain     | Svizzera |
| 2    | Franziska Steffen | Svizzera |
| 3    | Sabine Wolfgruber | Italia   |
| 4    | Lucrezia Lareida  | Svizzera |